# Dino Rađa
Dino Rađa, hrvaški košarkar, * 24. april 1967, Split. 